# 梅迪納塞利的羅馬拱門

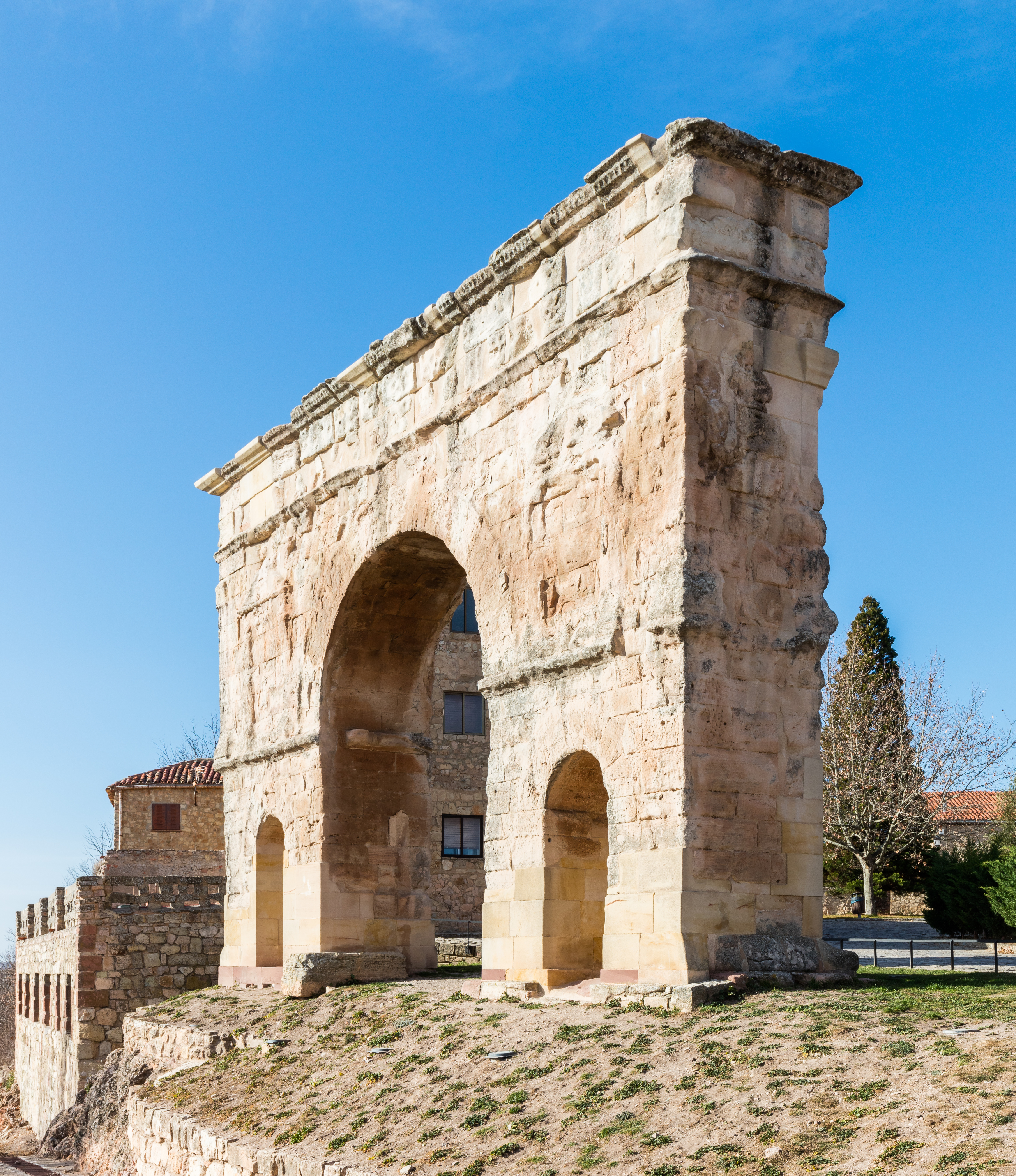

梅迪納塞利的羅馬拱門（Arco Romano de Medinaceli）是西班牙的一座古羅馬拱門，位於卡斯提亞-雷昂梅迪納塞利。